# تعاونية الإدريسية (بوغزوان)
تعاونية الإدريسية هو دُوَّار يقع بجماعة عين البيضاء، عمالة فاس، جهة فاس مكناس في المملكة المغربية. ينتمي الدوّار لمشيخة بوغزوان التي تضم 13 دوار. يقدر عدد سكانه بـ 1078 نسمة حسب الإحصاء الرسمي للسكان والسكنى لسنة 2004.

## روابط خارجية
- البوابة الوطنية للجماعات الترابية نسخة محفوظة 12 مارس 2018 على موقع واي باك مشين.
- المندوبية السامية للتخطيط